# Altella uncata
Altella uncata là một loài nhện trong họ Dictynidae.
Loài này thuộc chi Altella. Altella uncata được Eugène Simon miêu tả năm 1884.